# Лабе (провинция)
Лабе́ (фр. Labé) — регион на севере Гвинеи. Административный центр — Лабе. Площадь — 22 869 км², население — 919 700 человек (2009 год).

## География
На востоке граничит с регионом Фарана, на юге с регионом Маму, на юго-западе с регионом Киндия, на западе с регионом Боке, на севере с Сенегалом, на северо-востоке с Мали.
Большая часть провинции расположена в горном регионе Фута-Джалон.

## Административное деление
Административно провинция подразделяется на 5 префектур:
- Кубия
- Лабе
- Мали
- Лелума
- Туге